# Château de Davayat
Le château de Davayat est un château de style classique situé à Davayat (Puy-de-Dôme), entre Riom et Combronde.

## Description

### Bâtiment principal
Cette gentilhommière de la Limagne, proche de Riom, fut édifié par campagnes successives à partir d'un pavillon construit en 1595 par Blaise Roze, un riche négociant riomois. L'édifice est réaménagé vers 1640, et il passe par héritage en 1658 à Amable Valeix, marchand tanneur à Riom, qui l'utilisa comme « maison de campagne ». Il ne devait jamais être achevée suivant les plans d’origine (construction de l'aile Louis XVI interrompue pendant la Révolution).
Ce corps de bâtiment allongé, sur six travées et trois niveaux, comporte dans la travée axiale de la façade sud, un oculus à aileron surmonté d'un fronton à boules. Ces mêmes boules ornent les lucarnes à encadrement de pierre. À cette époque fut probablement aménagé un premier jardin à la française.

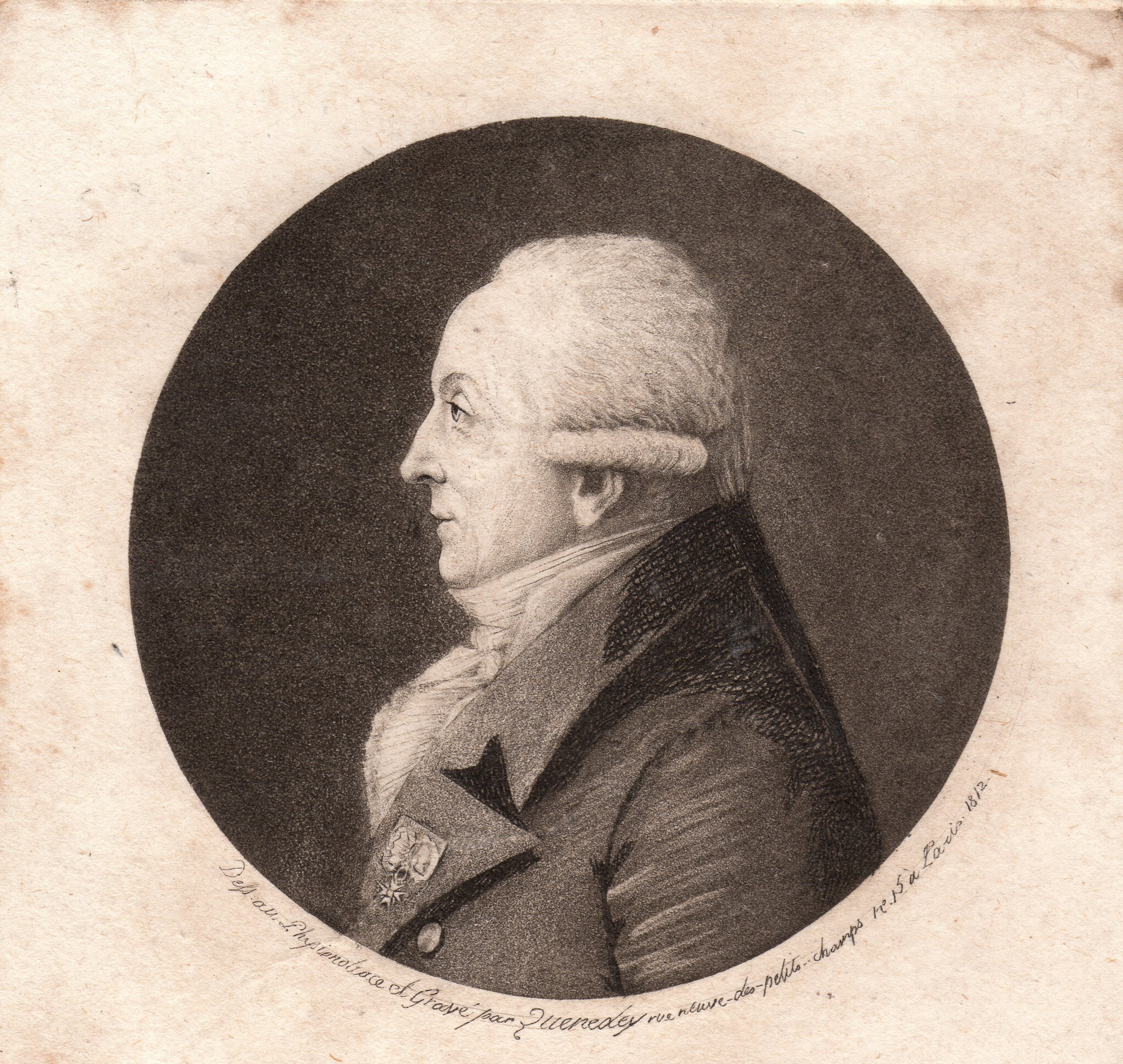
Charles François de Saulieu, membre de la Société des Cincinnati

Le fils d'Amable Valeix, Guillaume, avocat en Parlement puis président en l'élection de Riom, vend le domaine à son neveu Claude Dutour, écuyer secrétaire du roi, dont le blason est encore visible sur la façade. Cependant, les agrandissements et les embellissements restèrent inachevés : des deux ailes en retour prévues, seule l'aile est fut réalisée. Cette construction, sans doute due à l'architecte Claude-François-Marie Attiret (1750-1823), présente un portique à cinq colonnes doriques soutenant une terrasse bordée d'une balustrade. A l'étage, des pilastres portant un entablement à frise de triglyphes encadrent des occuli ovales peut-être inspirés de ceux du belvédère du palais d'été des empereurs de Chine.
Le château passera au XIXe siècle, par alliance de Clotilde Dutour de Salvert et Marc Antoine vicomte de Bar de la Condamine, à leur fils Raymond de Bar, commandant d'Armée en 1870 et représentant le département à l'Assemblée nationale sous la IIIe République. À sa mort, il lègue le château à sa nièce Germaine de Bar qui s'unit à Jacques de Saulieu. La famille de Saulieu est toujours propriétaire du château.

### Jardin et dépendances
Le jardin fut organisé en grandes allées, l'entrée d'honneur fut close d'un portail de ferronnerie à fronton orné d'un cartouche à écussons ovales accolés. Au XIXe siècle, le parc fut transformé à l'anglaise, avant de retrouver au XXe siècle un dessin à la française grâce à l'intervention du paysagiste moulinois Treyve.
Dans le parc se trouvent une chapelle désaffectée en 1707 puis restaurée en 1837, ayant conservé son décor et son mobilier. Elle abrite des ancêtres de la famille Dutour. On trouve également le « pavillon du prêtre réfractaire », nommé ainsi car il abrita durant la Révolution française un prêtre réfractaire caché grâce à un système de boiseries coulissantes. Enfin, une serre, une pergola en forme de temple antique et plusieurs communs (grange, orangerie, étable, écurie, cuvage, et logement de fermier) sont remarquables.

### Visites
- Aujourd’hui, on visite les appartements où sont exposées des collections d’objets divers (figurines de Tanagra, éventails, tableaux, objets décoratifs) et des costumes d’époque. Quelques objets de grande qualité sont exposés: certains ont appartenu à Marie-Antoinette, comme une chaise utilisée à la cour de Versailles ou encore un coffre sur lequel est marqué le signe d'un ordre suédois rappelant la passion amoureuse de la reine de France avec le comte suédois Axel de Fersen. On peut remarquer une belle bibliothèque du XVIIe siècle[1].
- Le parc de cinq hectares, avec son jardin à la française (dessiné par un élève de Le Nôtre) où se dresse un if quatre fois centenaire, son bassin et ses sculptures sont remarquables. Une allée de marronniers conduit à cette gentilhommière Louis XIII. Deux imposants lions sculptés en pierre de Volvic gardent la cour d'honneur. L'aile XVIIIe est ornée d'une charmante terrasse percée de fenêtre en médaillon et soutenue par une colonnade en pierre de Volvic.
- Le château et ses dépendances sont classés MH[2].